# Liste des ministres turcs des Affaires étrangères
Pour les articles homonymes, voir Ministère des Affaires étrangères.
Le ministre des Affaires étrangères de Turquie représente le ministère des Affaires étrangères au niveau international ; il a son siège à Ankara.
|    | Nom                       | Date de la prise de fonction | Date de la fin de la fonction | Parti                                   |
| 1  | Bekir Sami Kunduk         | 1920                         | 1921                          |                                         |
| 2  | Ahmet Muhtar Mollaoğlu    | 1921                         | 1921                          |                                         |
| 3  | Yusuf Kemal Tengirşenk    | 1921                         | 1922                          |                                         |
| 4  | İsmet İnönü               | 1922                         | 1924                          | Parti républicain du peuple             |
| 5  | Şükrü Kaya                | 1924                         | 1925                          | Parti républicain du peuple             |
| 6  | Tevfik Rustu Aras         | 1925                         | 1938                          | Parti républicain du peuple             |
| 7  | Şükrü Saraçoğlu           | 1938                         | 1942                          | Parti républicain du peuple             |
| 8  | Numan Menemencioğlu       | 1942                         | 1944                          | Parti républicain du peuple             |
| 9  | Hasan Saka                | 1944                         | 1947                          | Parti républicain du peuple             |
| 10 | Necmettin Sadak           | 1947                         | 1950                          | Parti républicain du peuple             |
| 11 | Mehmet Fuat Köprülü       | 1950                         | 1955                          | Parti démocrate                         |
| 12 | Adnan Menderes            | 1955                         | 1955                          | Parti démocrate                         |
| 13 | Fatin Rüştü Zorlu         | 1955                         | 1955                          | Parti démocrate                         |
| 14 | Mehmet Fuat Köprülü       | 1955                         | 1956                          | Parti démocrate                         |
| 15 | Ethem Menderes            | 1956                         | 1957                          | Parti démocrate                         |
| 16 | Fatin Rüştü Zorlu         | 1957                         | 1960                          | Parti démocrate                         |
| 17 | Selim Rauf Sarper         | 1960                         | 1962                          | Parti républicain du peuple             |
| 18 | Feridun Cemal Erkin       | 1962                         | 1965                          | Non-affilié                             |
| 19 | Hasan Esat Işık           | 1965                         | 1965                          | Non-affilié                             |
| 20 | İhsan Sabri Çağlayangil   | 1965                         | 1971                          | Parti de la justice                     |
| 21 | Osman Esim Olcay          | 1971                         | 1971                          | Non-affilié                             |
| 22 | Ümit Haluk Bayülken       | 1971                         | 1974                          | Non-affilié                             |
| 23 | Turan Güneş               | 1974                         | 1974                          | Parti républicain du peuple             |
| 24 | Melih Rauf Esenbel        | 1974                         | 1975                          | Non-affilié                             |
| 25 | İhsan Sabri Çağlayangil   | 1975                         | 1977                          | Parti de la justice                     |
| 26 | Ahmet Gündüz Ökçün        | 1977                         | 1977                          | Parti républicain du peuple             |
| 27 | İhsan Sabri Çağlayangil   | 1977                         | 1978                          | Parti de la justice                     |
| 28 | Ahmet Gündüz Ökçün        | 1978                         | 1979                          | Parti républicain du peuple             |
| 29 | Hayrettin Erkmen          | 1979                         | 1980                          | Parti de la justice                     |
| 30 | Ertuğrul Ekrem Ceyhun     | 1980                         | 1980                          | Parti de la justice                     |
| 31 | İlter Türkmen             | 1980                         | 1983                          | Non-affilié                             |
| 32 | Vahit Melih Halefoğlu     | 1983                         | 1987                          | Parti de la mère patrie                 |
| 33 | Ahmet Mesut Yılmaz        | 1987                         | 1990                          | Parti de la mère patrie                 |
| 34 | Ali Hüsrev Bozer          | 1990                         | 1990                          | Parti de la mère patrie                 |
| 35 | Ahmet Kurtcebe Alptemoçin | 1990                         | 1991                          | Parti de la mère patrie                 |
| 36 | İsmail Safa Giray         | 1991                         | 1991                          | Parti de la mère patrie                 |
| 37 | Hikmet Çetin              | 1991                         | 1994                          | Parti social-démocrate populaire        |
| 38 | Mümtaz Soysal             | 1994                         | 1994                          | Parti social-démocrate populaire        |
| 39 | Murat Karayalçın          | 1994                         | 1995                          | Parti social-démocrate populaire        |
| 40 | Erdal İnönü               | 1995                         | 1995                          | Parti républicain du peuple             |
| 41 | Ali Coşkun Kırca          | 1995                         | 1995                          | Parti de la juste voie                  |
| 42 | Deniz Baykal              | 1995                         | 1996                          | Parti républicain du peuple             |
| 43 | Emre Gönensay             | 1996                         | 1996                          | Parti de la juste voie                  |
| 44 | Tansu Çiller              | 1996                         | 1997                          | Parti de la juste voie                  |
| 45 | İsmail Cem                | 1997                         | 2002                          | Parti de la gauche démocratique         |
| 46 | Şükrü Sina Gürel          | 2002                         | 2002                          | Parti de la gauche démocratique         |
| 47 | Yaşar Yakış               | 2002                         | 2003                          | Parti de la justice et du développement |
| 48 | Abdullah Gül              | 2003                         | 2007                          | Parti de la justice et du développement |
| 49 | Ali Babacan               | 2007                         | 2009                          | Parti de la justice et du développement |
| 50 | Ahmet Davutoğlu           | 2009                         | 2014                          | Parti de la justice et du développement |
| 51 | Mevlüt Çavuşoğlu          | 2014                         | 2015                          | Parti de la justice et du développement |
| 51 | Feridun Sinirlioğlu       | 2015                         | 2015                          | Non-affilié                             |
| 53 | Mevlüt Çavuşoğlu          | 2015                         | 2023                          | Parti de la justice et du développement |
| 54 | Hakan Fidan               | 2023                         | en cours                      | Parti de la justice et du développement |

| Code couleur: | Parti républicain du peuple (CHP) | Parti démocrate (DP) | Parti de la justice (AP) | Parti de la mère patrie (ANAP) | Parti de la juste voie (DYP) | Parti social-démocrate populaire (SHP) | Parti de la gauche démocratique (DSP) | Parti de la justice et du développement (AKP) | Non-affilié |